# Ariston de Pella
Pour les articles homonymes, voir Ariston.
Ariston de Pella (Ἀρίστων; Aristo Pellaeus; vers 100 – vers 160) est un apologiste et chroniqueur chrétien. Il a demeuré à Pella  en Syrie. Il est seulement connu grâce à une mention d'Eusèbe de Césarée qui rapporte des évènements de l'époque de l'empereur romain Hadrien et du patriote juif Shimon bar Kokhba. Eusèbe se fie à Ariston lorsqu'il affirme qu'Hadrien a banni les juifs de façon définitive de Jerusalem, renommé Ælia Capitolina.
Eusèbe de Césarée ne transmet aucune notice biographique, mais des auteurs ultérieurs spéculent qu'Ariston est un chrétien parlant le grec ancien.
Le chroniqueur arménien Moïse de Khorène s'appuie probablement sur les écrits d'Eusèbe, tout en ajoutant qu'Ariston est peut-être secrétaire de l'évêque Marc de Jerusalem. Le Chronicon Paschale reproduit l'assertion d'Eusèbe.
Au VIIe siècle, Maxime le Confesseur relie son nom au Dialogue de Jason et Papiscus, publié vers 140 (les auteurs antérieurs n'ont pas fait ce lien parce que le Dialogue n'existait pas à leur époque). Ariston aurait en effet écrit ce texte. Jérôme de Stridon mentionne ce Dialogue, ce qui amène des chercheurs à penser que Jérôme a mentionné le nom d'Ariston, ce qu'il n'a pas fait. Puisque le Dialogue était connu de Celse, Origène, Jérôme et un traducteur latin ultérieur, et qu'aucun ne mentionne le nom d'Ariston, le témoignage de Maxime est considéré comme douteux.